# Pływanie na Letnich Igrzyskach Olimpijskich 1968 – 400 m stylem dowolnym kobiet
400 m stylem dowolnym kobiet – jedna z konkurencji pływackich rozgrywanych podczas XIX Igrzysk Olimpijskich w Meksyku. Eliminacje odbyły się 19 października, a finał 20 października 1968 roku.
Faworytką wyścigu była 16-letnia Amerykanka Debbie Meyer, która dwa miesiące przed igrzyskami po raz czwarty pobiła rekord świata w tej konkurencji. Meyer, w finale czasem 4:31,8 poprawiła rekord olimpijski ustanowiony przez nią dzień wcześniej w eliminacjach. Srebro zdobyła rodaczka Meyer, Linda Gustavson, uzyskawszy czas 4:35,5. W walce o brązowy medal reprezentantka Australii Karen Moras (4:37,0) wyprzedziła o 0,2 s trzecią z Amerykanek, Pam Kruse (4:37,2).

## Rekordy
Przed zawodami rekord świata i rekord olimpijski wyglądały następująco:
| Rekord            | Zawodniczka   | Czas   | Miejsce     | Data                 |       |
| ----------------- | ------------- | ------ | ----------- | -------------------- | ----- |
| Rekord świata     | Debbie Meyer  | 4:24,5 | Los Angeles | 25 sierpnia 1968     | [ 1 ] |
| Rekord olimpijski | Ginny Duenkel | 4:43,3 | Tokio       | 18 października 1964 | [ 2 ] |

W trakcie zawodów ustanowiono następujące rekordy:
| Data            | Etap konkurencji | Zawodniczka  | Czas   | Rekord |
| --------------- | ---------------- | ------------ | ------ | ------ |
| 19 października | eliminacje       | Debbie Meyer | 4:35,0 | OR     |
| 20 października | finał            | Debbie Meyer | 4:31,8 | OR     |

## Wyniki

### Eliminacje
| Miejsce | Wyścig | Zawodniczka          | Państwo           | Czas     | Uwagi |
| ------- | ------ | -------------------- | ----------------- | -------- | ----- |
| 1.      | 2      | Debbie Meyer         | Stany Zjednoczone | 4:35,0   | Q,    |
| 2.      | 5      | Karen Moras          | Australia         | 4:39,6   | Q     |
| 3.      | 4      | Linda Gustavson      | Stany Zjednoczone | 4:41,4   | Q     |
| 4.      | 1      | María Teresa Ramírez | Meksyk            | 4:43,9   | Q     |
| 5.      | 3      | Pam Kruse            | Stany Zjednoczone | 4:45,2   | Q     |
| 6.      | 6      | Angela Coughlan      | Kanada            | 4:47,4   | Q     |
| 7.      | 1      | Gabriele Wetzko      | NRD               | 4:49,8   | Q     |
| 8.      | 5      | Elisabeth Ljunggren  | Szwecja           | 4:51,6   | Q     |
| 9.      | 6      | Denise Langford      | Australia         | 4:52,2   |       |
| 10.     | 3      | Marjatta Hara        | Finlandia         | 4:53,0   |       |
| 11.     | 1      | Laura Vaca           | Meksyk            | 4:53,3   |       |
| 12.     | 4      | Marie-José Kersaudy  | Francja           | 4:57,3   |       |
| 13.     | 4      | Kristina Moir        | Portoryko         | 4:57,7   |       |
| 14.     | 6      | Eva Sigg             | Finlandia         | 4:58,5   |       |
| 15.     | 5      | Novella Calligaris   | Włochy            | 4:59,4   |       |
| 16.     | 1      | Helen Elliott        | Filipiny          | 4:59,9   |       |
| 17.     | 2      | Norma Amezcua        | Meksyk            | 5:00,5   |       |
| 18.     | 2      | Dominique Mollier    | Francja           | 5:00,5   |       |
| 19.     | 6      | Christine Deakes     | Australia         | 5:01,5   |       |
| 20.     | 6      | Patricia Olano       | Kolumbia          | 5:01,8   |       |
| 21.     | 4      | Susan Williams       | Wielka Brytania   | 5:02,7   |       |
| 22.     | 5      | Consuelo Changanaqui | Peru              | 5:02,9   |       |
| 23.     | 2      | Sheila Clayton       | Wielka Brytania   | 5:08,0   |       |
| 24.     | 3      | Olga de Angulo       | Kolumbia          | 5:08,6   |       |
| 25.     | 3      | Sally Davison        | Wielka Brytania   | 5:11,2   |       |
| 26.     | 4      | Emilia Figueroa      | Urugwaj           | 5:21,0   |       |
| 27.     | 5      | Silvana Asturias     | Gwatemala         | 5:25,6   |       |
| 28.     | 3      | Lylian Castillo      | Urugwaj           | 5:30,2   |       |
| 29.     | 1      | Shen Bao-ni          | Republika Chińska | 5:41,8   |       |
| 30.     | 3      | Lorna Blake          | Portoryko         | 5:54,7   |       |
| 39. !   | 1      | Donatella Ferracuti  | Salwador          | 9:99,9 ! | DNS   |
| 39. !   | 2      | Claude Mandonnaud    | Francja           | 9:99,9 ! | DNS   |
| 39. !   | 2      | Pat Chan             | Singapur          | 9:99,9 ! | DNS   |
| 39. !   | 2      | Elisabeth Berglund   | Szwecja           | 9:99,9 ! | DNS   |
| 39. !   | 3      | Mirjana Šegrt        | Jugosławia        | 9:99,9 ! | DNS   |
| 39. !   | 4      | Ingrid Gustavsson    | Szwecja           | 9:99,9 ! | DNS   |
| 39. !   | 5      | Olga Kozičová        | Czechosłowacja    | 9:99,9 ! | DNS   |
| 39. !   | 5      | Ana Marcial          | Portoryko         | 9:99,9 ! | DNS   |
| 39. !   | 6      | Oei Liana            | Republika Chińska | 9:99,9 ! | DNS   |

### Finał
| Miejsce | Zawodniczka          | Państwo           | Czas   | Uwagi |
| ------- | -------------------- | ----------------- | ------ | ----- |
| 1. !    | Debbie Meyer         | Stany Zjednoczone | 4:31,8 | OR    |
| 2. !    | Linda Gustavson      | Stany Zjednoczone | 4:35,5 |       |
| 3. !    | Karen Moras          | Australia         | 4:37,0 |       |
| 4.      | Pam Kruse            | Stany Zjednoczone | 4:37,2 |       |
| 5.      | Gabriele Wetzko      | NRD               | 4:40,2 |       |
| 6.      | María Teresa Ramírez | Meksyk            | 4:42,2 |       |
| 7.      | Angela Coughlan      | Kanada            | 4:51,9 |       |
| 8.      | Elisabeth Ljunggren  | Szwecja           | 4:53,8 |       |